# Mürtzsee
Der Mürtzsee liegt südlich von Blumenholz im Landkreis Mecklenburgische Seenplatte in Mecklenburg-Vorpommern im Osten der Mecklenburgischen Seenplatte. Er ist der oberste Teil einer dreiteiligen Seekette mit dem nur 160 m entfernten Mittelsee und dem Langen See. Er liegt auf 70,7 m ü. NHN, hat eine maximale Ausdehnung von 500 Meter mal 820 Meter und misst 25,2 Hektar. Die Ufer sind vollständig von einer Gebüschreihe umgeben, am Nordostende schließt ein kleiner Wald an. Am Südufer liegt der Ort Blumenhagen.

## Nachweise
1. ↑  Geodatenviewer des Amtes für Geoinformation, Vermessungs- und Katasterwesen Mecklenburg-Vorpommern (Hinweise)